# إريك باوزا
إريك باوزا (بالإنجليزية: Eric Bauza)‏ مواليد 7 ديسمبر 1979 في تورونتو، أونتاريو، كندا، هو ممثل وممثل صوت كندي بدأ مسيرته الفنية عام 2000.

## الأعمال
- وقت المغامرة
- بن 10: أومنيفرس
- معيلون
- تشاودر
- إيل تايغر: مغامرات ماني ريفيرا
- فان بوي وتشام تشام
- الوالدان السحريان
- غرافيتي فولز
- كيك باتاوسكي: المغامر
- فارس وفادي
- أوكيه كيه او! فنلكن الأبطال
- نقار الخشب وودي

## وصلات خارجية
- إريك بوذا على موقع IMDb (الإنجليزية)
- إريك بوذا على موقع ميتاكريتيك (الإنجليزية)
- إريك بوذا على موقع روتن توميتوز (الإنجليزية)
- إريك بوذا على موقع قاعدة بيانات الأفلام العربية
- إريك بوذا على موقع ألو سيني (الفرنسية)
- إريك بوذا على موقع ميوزك برينز (الإنجليزية)
- إريك بوذا على موقع أول موفي (الإنجليزية)
- إريك بوذا على موقع قاعدة بيانات الفيلم (الإنجليزية)
- إريك بوذا على موقع ليتربوكسد (الإنجليزية)
- إريك بوذا على موقع كينوبويسك (الروسية)